# Проширење грлића материце
Проширење грлића материце, дилатација грлића материце  је  процес отварање грлића материце, односно улаза у материцу, током порођаја, побачаја, индукованог абортуса или гинеколошке операције. Проширење грлића материце може се појавити природно, или се може индуковати хируршки или медицински.

## Релевантна анатомија и физиологија
Грлић материце је фибромускуларни орган који повезује материцу са вагином. Горње две трећине материце називају се корпус или тело материце. Доњу трећину материце чини грлић материце, а горња граница грлића материце је унутрашња осовина. Грлић материце лежи испред црева и позади мокраћне бешике.
Анатомски, од унутра према споља материцу чини: шупљина материце, унутрашњи отвор, ендоцервикс (ендоцервикални канал), спољашњи отвор, ектоцервикс, вагина.
Хумани грлић материце састоји се углавном од екстрацелуларног везивног ткива. Преовлађујући молекули овог екстрацелуларног матрикса су колаген  типа 1 и типа 3, са малом количином колагена типа 4 на базалној мембрани. Међу молекулима колагена интеркалирани су гликозаминогликани и протеогликани, претежно дерматан сулфат, хијалуронска киселина и хепарин сулфат. Фибронектин и еластин такође спадају међу колагеним влакнима. Највећи однос еластина и колагена је на унутрашњем отвору. И еластин и глатки мишићи смањују се од унутрашњег ка спољашњем озвору грлића материце.
Код жена пре менопаузе, грлић материце је окренут надоле и вири у вагину. Цервикс служи као пролаз између ендометријалне шупљине и вагине и физиолошки је важан у репродукцији и порођају.
У трудноћи, грлић материце има две главне функције. 
- Прво, грлић материце задржава свој физички интегритет тако што остаје чврста током трудноће док се материца драматично повећава. Овај физички интегритет је критичан тако да фетус у развоју може остати у материци до одговарајућег термина за порођај.
- Друго, у припреми за порођај и порођај, грлић материце омекшава и постаје растегљивија (процес који се назива цервикално сазревање). Ове хемијске и физичке промене су неопходне пред крај трудноће, како се приближава термин порођаја, па под утицајем цервикално сазревање грлић материце се подвргава растезању (стањивању) и проширењу (ширењу) да би се олакшао и прилагодла порођају фетуса.[1][2]

## Проширење грлића материце у трудноћи
Да би заштитио фетус у развоју од спољашњег света, грлић материце одржава своју анатомију као чврсту затворену цевасту структуру током већег дела трудноће. Како се мајка приближава терминском сегменту трудноће, који се је између 37. и 42. недеље, грлић материце се подвргава проширењу и истањењу како би се омогућио пролазак фетуса из материце надоле кроз вагинални канал.  Истезање се односи на стањивање и истезање целог грлића материце, док се проширење односи на омекшавање и проширење спољашњег дела грлића материце.

### Механизам
Прва фаза порођаја садржи латентну фазу и активну фазу. Током латентне фазе, грлић материце ће се проширити на 6 центиметара. Латентна фаза има тенденцију да траје дуже и показује мању предвидљивост промене грлића материце него што је примећено у активној фази порођаја. Грличћ се мења бржим и предвидљивијим темпом у активној фази док не достигне потпуну дилатацију (10 цм). Грлић материце се шири за приближно 1,2 до 1,5 центиметара на сат током активне фазе, при чему вишеротке показују бржу дилатацију грлића материце од првороткиња.
Позитивна повратна спрега која захтева окситоцин игра кључну улогу у напредовању прве фазе порођаја. Окситоцин се производи у хипоталамусу и отпушта у крвоток од стране задње хипофизе, где се транспортује до материце и стимулише контракције материце. Ове контракције доводе до спуштања фетуса, при чему глава фетуса током спуштања активира рецепторе за истезање ну грлићу материце. Ови цервикални рецептори за истезање шаљу сигнале у хипоталамус преко аферентних нерава, стимулишући додатно ослобађање окситоцина, чиме се затвара круг. Овај круг доводи до прогресивног интензивирања контракција и проширења (дилатације) током времена.